# 1932년 동계 올림픽 스피드스케이팅 남자 1500m
미국 레이크플래시드에서 열린 1932년 동계 올림픽 스피드 스케이팅의 남자 1500m 종목은 1932년 2월 5일에 진행됐다. 이 대회는 '팩 스타일 방식'으로 진행되었다. 이것은 북미에서 흔한 방식이었고, 미국과 캐나다 출신 선수들에게는 유럽 선수들보다 큰 이점이 되었다.

## 참가 국가
6개 국가로부터 온 18명의 선수들이 참가했다.
| - 노르웨이 - 미국 - 스웨덴 |  | - 일본 - 캐나다 - 핀란드 |

## 기록
이번 대회이전에 다음과 같은 세계 기록과 올림픽 기록이 세워져 있었다.
| 종류        | 기록      | 선수            | 장소         | 시간            |
| ----------- | --------- | --------------- | ------------ | --------------- |
| 세계 기록   | 2:17.4(*) | 오스카르 마티센 | 다보스 (SUI) | 1914년 1월 18일 |
| 올림픽 기록 | 2:20.8    | 클라스 툰베르그 | 샤모니 (FRA) | 1924년 1월 27일 |

(*) 기록은 해발 1000m 이상 고도에서 치러졌고, 자연적으로 얼려진 얼음 위에서 기록되었다. 

## 결과

### 예선

#### 1조
| 순위 | 선수                    | 기록   | 통과 |
| ---- | ----------------------- | ------ | ---- |
| 1    | 허버트 테일러 (USA)     | 2:49.3 | Q    |
| 2    | 프랑크 스택 (CAN)       | 불명   | Q    |
| 3    | 베른트 에벤센 (NOR)     | 불명   |      |
| 4    | 한스 엥네스탕겐 (NOR)   | 불명   |      |
| 5    | 오시 블롬크비스트 (FIN) | 불명   |      |
| 6    | 우루마 토메즈 (JPN)     | 불명   |      |

#### 2조
| 순위 | 선수                  | 기록   | 통과 |
| ---- | --------------------- | ------ | ---- |
| 1    | 잭 쉐어 (USA)         | 2:58.0 | Q    |
| 2    | 윌리 로건 (CAN)       | 불명   | Q    |
| 3    | 이바르 발랑그루 (NOR) | 불명   |      |
| 4    | 허버트 플랙 (CAN)     | 불명   |      |
| 5    | 이시하라 쇼조 (JPN)   | 불명   |      |
| 6    | 로이드 권터 (USA)     | 불명   |      |

#### 3조
| 순위 | 선수                    | 기록   | 통과 |
| ---- | ----------------------- | ------ | ---- |
| 1    | 레이몬드 머레이 (USA)   | 2:29.9 | Q    |
| 2    | 알렉산더 허드 (CAN)     | 불명   | Q    |
| 3    | 미카엘 스타크스루 (NOR) | 불명   |      |
| 4    | 가와무라 야스오 (JPN)   | 불명   |      |
| 5    | 기타니 도쿠오 (JPN)     | 불명   |      |
| 6    | 잉그바르 린드베리 (SWE) | 불명   |      |

### 결선
| 순위 | 선수                  | 기록   |
| ---- | --------------------- | ------ |
| 1    | 잭 쉐어 (USA)         | 2:57.5 |
| 2    | 알렉산더 허드 (CAN)   | 불명   |
| 3    | 윌리 로건 (CAN)       | 불명   |
| 4    | 프랑크 스택 (CAN)     | 불명   |
| 5    | 레이몬드 머레이 (USA) | 불명   |
| 6    | 허버트 테일러 (USA)   | 불명   |

## 메달 집계

### 메달리스트
| 종목       | 금             | 은                     | 동                 |
| ---------- | -------------- | ---------------------- | ------------------ |
| 남자 1500m | 잭 쉐어 · 미국 | 알렉산더 허드 · 캐나다 | 윌리 로건 · 캐나다 |

## 참조
- 올림픽 공식 리포트 보관됨 2008-04-10 - 웨이백 머신
- (폴란드어) Pawel, Wudarski (1999). “Wyniki Igrzysk Olimpijskich”. 2008년 10월 14일에 원본 문서에서 보존된 문서. 2006년 12월 17일에 확인함.